# Dhone
Dhone es una ciudad y  nagar Panchayat situada en el distrito de Kurnool en el estado de Andhra Pradesh (India). Su población es de 59272 habitantes (2011). Se encuentra a 60 km de Kurnool y a 263 km de Hyderabad.

## Demografía
Según el censo de 2011 la población de Dhone era de 59272 habitantes, de los cuales 29470 eran hombres y 29802 eran mujeres. Dhone tiene una tasa media de alfabetización del 72,33%, superior a la media estatal del 67,02%: la alfabetización masculina es del 81,88%, y la alfabetización femenina del 62,96%.